# فهرست فقیهان شیعه دوازده‌امامی ایرانی
این صفحه فهرستی از فقیهان شیعه دوازده‌امامی ایرانی بوده و بر اساس سال تولد به میلادی مرتب شده است.

## سدهٔ نهم
- حسین بن سعید اهوازی (؟ –۸۶۸)
- علی بن مهزیار اهوازی (؟ –۸۶۸)
- فضل بن شاذان (؟ –۸۷۴)
- ابراهیم ثقفی (۸۱۶–۸۹۶)

۸۷۴م: آغاز غیبت صغرا
- صفار قمی (؟ –۹۰۳)
- ابن ولید (۸۸۳–۹۵۴)

## سدهٔ دهم
- شیخ صدوق (۹۱۷–۹۹۱)

۹۴۱م: آغاز غیبت کبرا
- شیخ مفید (۹۴۸–۱۰۲۲)
- شیخ طوسی (۹۹۵–۱۰۶۷)

## سدهٔ یازدهم
- سلار دیلمی (؟–۱۰۷۰)
- شیخ طبرسی (۱۰۷۵–۱۱۵۳)
- ابوالفتوح رازی (۱۰۷۸–۱۱۵۷)
- ابن شهرآشوب (۱۰۹۵–۱۱۹۲)

## سدهٔ دوازدهم
- قطب‌الدین راوندی (؟–۱۱۷۸)
- عمادالدین طبری (؟–؟)

## سدهٔ سیزدهم
- تاج‌الدین آوی (؟–۱۳۱۲)
- خواجه نصیرالدین طوسی (۱۲۰۱–۱۲۷۴)

## سدهٔ چهاردهم
- حسن بن محمد دیلمی (؟ -؟)

## سدهٔ پانزدهم
- عبدالوهاب تبریزی (؟–۱۵۲۲)
- جلال‌الدین دوانی (۱۴۲۷–۱۵۰۲)

## سدهٔ شانزدهم
۱۵۰۱م برپایی حکومت صفویان و رسمی‌شدن مذهب شیعهٔ دوازده‌امامی در ایران
- مقدس اردبیلی (۱۵۰۰–۱۵۸۵)
- قاضی نورالله شوشتری (۱۵۴۲–۱۶۱۰)
- میرفندرسکی (۱۵۶۲–۱۶۴۰)[۱]
- ملا فتح‌الله کاشانی (؟ –۱۵۸۰)
- میرداماد (۱۵۶۱–۱۶۳۱)
- سحابی استرآبادی (؟ –۱۶۰۱)
- فیض‌الله حسینی تفرشی (؟–۱۶۱۶)
- ملاصدرا (۱۵۷۱–۱۶۳۶)
- محمدتقی مجلسی (۱۵۹۵–۱۶۶۰)
- آمنه بیگم مجلسی (۱۵۹۵–۱۶۶۰)
- ملا محسن فیض کاشانی (۱۵۹۸–۱۶۸۰)[۲]

## سدهٔ هفدهم
- آقا حسین خوانساری (۱۶۰۸–۱۶۸۸)

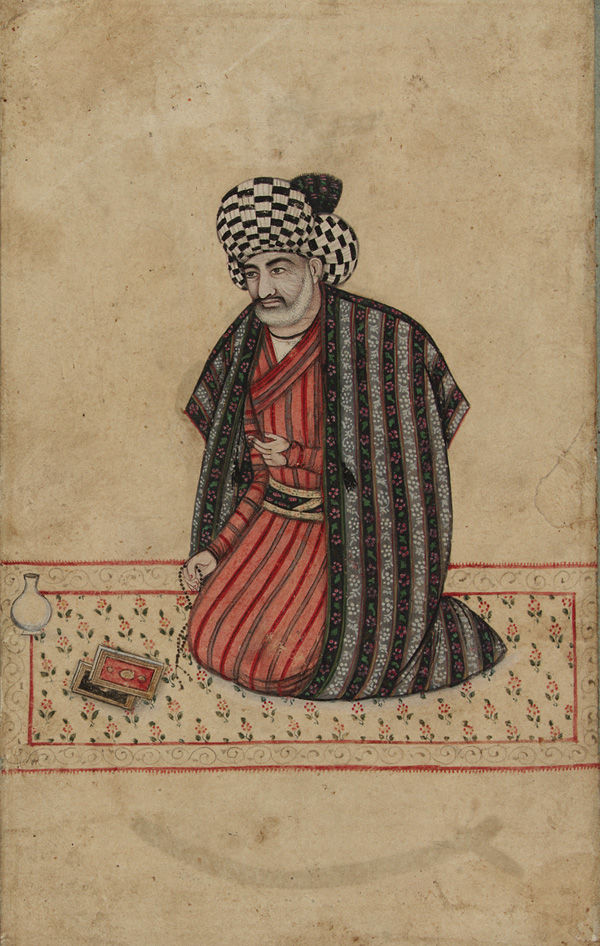
محمدباقر مجلسی (۱۶۱۶–۱۶۹۹)
- شیخ حر عاملی (۱۶۱۶–۱۶۹۳)
- محمد واعظ قزوینی (؟–۱۶۹۳)[۳]
- سید نعمت‌الله جزایری (۱۶۴۰–۱۷۰۱)
- فاضل هندی (۱۶۵۲–۱۷۲۵)
- ابراهیم شیرازی (؟–۱۶۶۰)[۴]
- محمدباقر سبزواری (۱۶۰۸–۱۶۷۹)
- جعفر بن عبدالله حویزی (؟–۱۷۰۳)
- حزین لاهیجی (۱۶۹۲–۱۷۶۶)[۵]
- آقا جمال خوانساری (؟–۱۷۱۳)

- محمدباقر مجلسی
(۱۶۱۶–۱۶۹۸)

## سدهٔ هجدهم
- محمدعلی بهبهانی: (۱۷۳۲–۱۸۰۱)[۶]
- میرزای قمی (۱۷۳۸–۱۸۱۶)
- محمدصالح برغانی قزوینی (۱۷۶۰–۱۸۵۵)[۷]
- ملا احمد نراقی (۱۷۷۱–۱۸۲۹)[۸]
- ملاغلامرضا آرانی (۱۷۷۸–۱۸۴۹)
- آمنه‌خانم قزوینی (۱۷۷۸–۱۸۵۳)
- ابراهیم موسوی قزوینی (۱۷۸۸–۱۸۴۷)[۹]
- ملا هادی سبزواری (۱۷۹۷–۱۸۷۳)[۱۰]
- ملا صالح ساوجی (؟–؟)[۱۱]

## سدهٔ نوزدهم

### دههٔ ۱۸۰۰
- مرتضی انصاری (۱۸۰۰–۱۸۶۵)

### دههٔ ۱۸۱۰
- آقا دربندی (؟–۱۸۶۸)
- زین‌العابدین حائری مازندرانی (۱۸۱۲–۱۸۸۹)
- میرزای شیرازی (۱۸۱۴–۱۸۹۵)
- حبیب‌الله رشتی (۱۸۱۹–۱۸۹۴)
- فاضل شربیانی (۱۸۱۴–۱۸۹۱)

### دههٔ ۱۸۲۰
- محمدباقر نجفی اصفهانی (۱۸۲۰–۱۸۸۴)
- جمال‌الدین نجفی اصفهانی (۱۸۲۶–۱۸۸۹)

### دههٔ ۱۸۳۰
- سید محمدکاظم طباطبایی یزدی (۱۸۳۱–۱۹۱۹)
- سید اسدالله خرقانی (۱۸۳۸–؟)
- شمس الادبای لاریجانی (۱۸۳۶–۱۸۸۶)
- آخوند خراسانی (۱۸۳۹–۱۹۱۱)

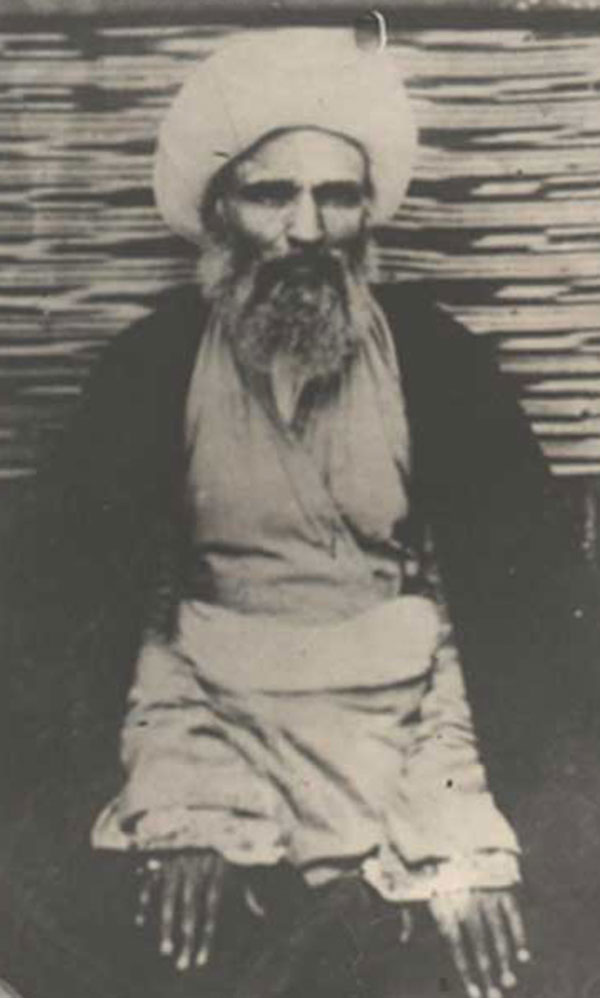
محمدکاظم خراسانی
(۱۸۳۹–۱۹۱۱)

### دههٔ ۱۸۴۰
- عبدالله بهبهانی: (۱۸۴۰–۱۹۱۰)
- علی‌اکبر فال اسیری: (۱۸۴۰–۱۹۰۲)
- محمد طباطبایی: (۱۸۴۲–۱۹۲۰)
- فضل‌الله نوری: (۱۸۴۳–۱۹۰۹)
- ابوطالب زنجانی: (۱۸۴۳–۱۹۱۱)
- علی داماد تبریزی: (۱۸۴۴–۱۹۱۸)
- محمدتقی نجفی اصفهانی: (۱۸۴۶–۱۹۱۷)
- فقیه_سبزواری،_میرزا_موسی: (۱۸۴۶–۱۹۱۸)
- عبدالحسین لاری: (۱۸۴۷–۱۸۸۵)
- مصطفی کاشانی: (۱۸۴۸–۱۹۱۸)
- محمدحسین فشارکی: (۱۸۴۹–۱۹۳۴)
- حسن دانش (حسن بن اسماعیل رشتی): (۱۸۴۹–۱۹۲۷)

### دههٔ ۱۸۵۰
- حبیب خراسانی: (۱۸۵۰–۱۹۰۹)
- حسن رشدیه: (۱۸۵۱–۱۹۴۴)
- محمداسماعیل محلاتی: (۱۸۵۳–۱۹۲۲)
- ابراهیم زنجانی: (۱۸۵۵–۱۹۳۴)
- صادق تبریزی: (۱۸۵۷–۱۹۳۲)
- ملا امام‌وردی (امام‌وردی بن محمدباقر مشکینی): (۱۸۵۸–۱۹۰۸)
- عبدالکریم حائری یزدی: (۱۸۵۹–۱۹۳۷)
- نورالله نجفی اصفهانی: (۱۸۵۹–۱۹۲۷)
- ابوالحسن بن محمد طباطبایی نائینی: (۱۸۵۹–۱۸۹۷)

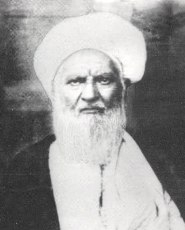
عبدالکریم حائری یزدی
(۱۸۵۹–۱۹۳۷)

### دههٔ ۱۸۶۰
- محمدحسین نائینی (۱۸۶۰–۱۹۳۶)

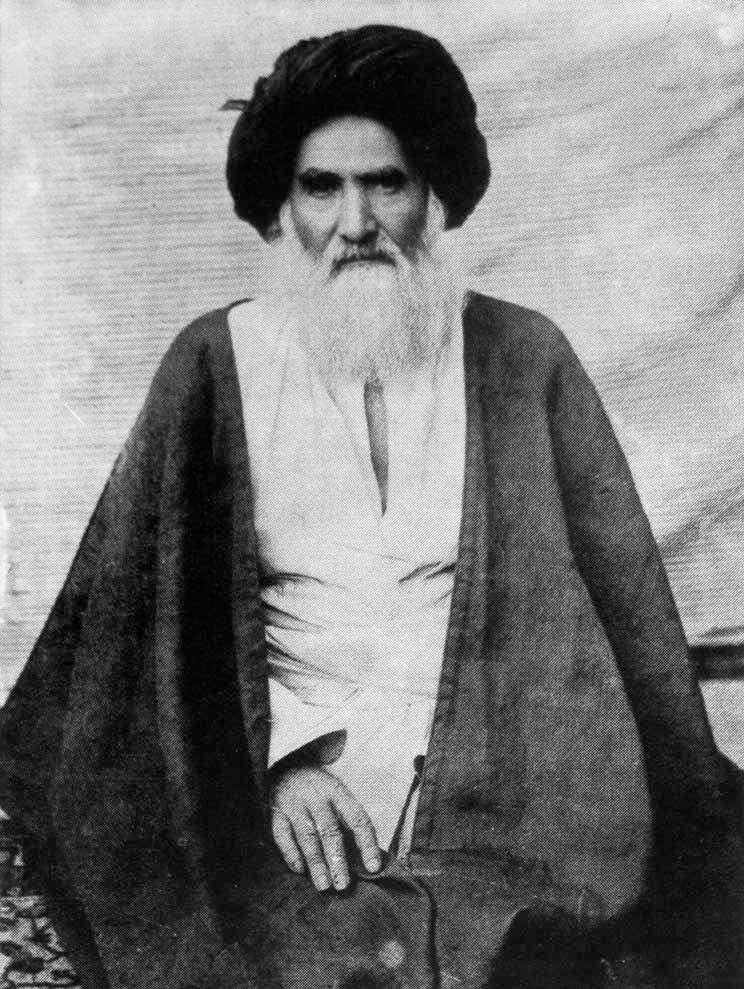
سید ابوالحسن اصفهانی (۱۸۶۰–۱۹۴۶)
- ثقةالاسلام تبریزی (۱۸۶۱–۱۹۱۱)
- آقا ضیاءالدین عراقی (۱۸۶۱–۱۹۴۲)
- میرزا فضلعلی آقا تبریزی (۱۸۶۱–۱۹۱۷)
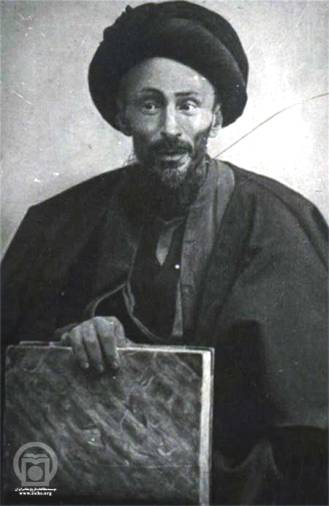
جمال‌الدین واعظ اصفهانی (۱۸۶۲–۱۹۰۸)
- حسنعلی نخودکی اصفهانی (۱۸۶۳–۱۹۰۳)
- احمد عاملی آرانی (۱۸۶۴–۱۹۴۹)
- شیخعلی ابیوردی (۱۸۶۵–۱۹۳۸)
- علی‌اصغر مازندرانی (۱۸۶۶–۱۹۱۲)
- سید علی قاضی (۱۸۶۶–۱۹۴۷)
- امین‌الشریعه سبزواری (۱۸۶۸–۱۹۳۹)
- سید محمدباقر حجتی مازندرانی (۱۸۶۹–۱۹۳۳)

- سید ابوالحسن اصفهانی
(۱۸۶۰–۱۹۴۶)
- جمال‌الدین واعظ اصفهانی
(۱۸۶۲–۱۹۰۸)

### دههٔ ۱۸۷۰
- محمدمهدی فیض‌مهدوی: (۱۸۷۰–۱۹۲۷)
- حسن مدرّس: (۱۸۷۰–۱۹۳۷)
- حسین میرپور تهرانی: (۱۸۷۱–۱۹۴۸)
- رضا فیروزآبادی: (۱۸۷۲–۱۹۶۵)
- اسماعیل نوبری: (۱۸۷۳–۱۹۲۲)
- عبدالله بلادی بوشهری: (۱۸۷۴–۱۹۵۲)
- رحیم ارباب: (۱۸۷۵–۱۹۷۵)
- محمدکاظم شیرازی: (۱۸۷۵–۱۹۴۸)
- حسین طباطبایی بروجردی: (۱۸۷۵ –۱۹۶۱)
- محمدمحسن آقابزرگ تهرانی: (۱۸۷۶ –۱۹۷۰)
- سیّد العراقین (عبدالحسین مدّرس خاتون‌آبادی): (۱۸۷۷ –۱۹۳۲)
- عبدالوهاب صالح: (۱۸۷۷–۱۹۳۸)
- محمد قزوینی: (۲۹ مارس ۱۸۷۷–۲۵ مه ۱۹۴۹)
- عباس محدث قمی: (۱۸۷۷–۲۰ ژانویه ۱۹۴۱)
- جمال‌الدین گلپایگانی: (۱۸۷۸–۱۹۵۷)
- ابوالقاسم کاشانی: (۱۸۷۸–۱۹۶۲)
- محمدمهدی امامی مازندرانی: (۱۸۷۹–۱۹۵۸)

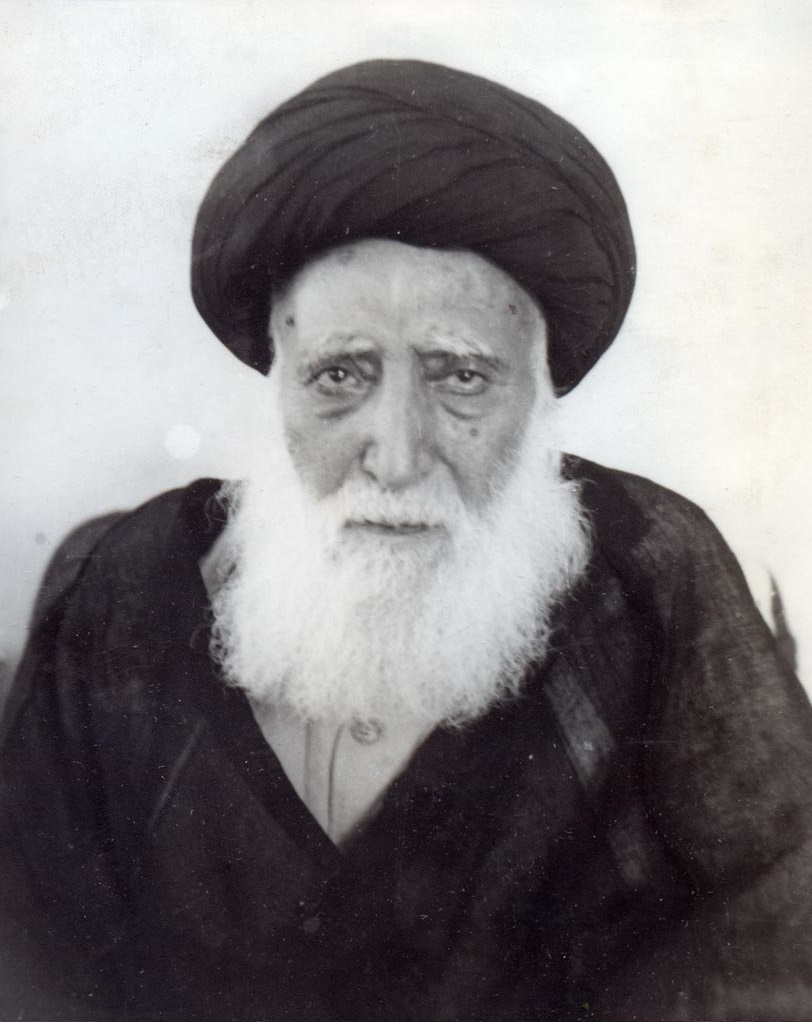
جمال‌الدین گلپایگانی
(۱۸۷۸–۱۹۵۷)

### دههٔ ۱۸۸۰
- صدرالدین صدر: (۱۸۸۱–۱۹۵۳)
- محمد تدین: (۱۸۸۱–۱۹۵۱)
- احمد آشتیانی: (۱۸۸۲–۱۹۷۵)
- نصرت امین: (۱۸۸۶–۱۹۸۳)
- محمدتقی غضنفری خوانساری: (۱۸۸۶–۱۹۷۱)
- محمدتقی آملی: (۱۸۸۷–۱۹۷۰)
- محمدتقی خوانساری: (۱۸۸۷–۱۹۵۲)

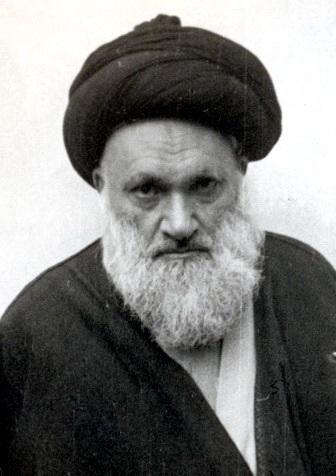
محمدتقی خوانساری
(۱۸۸۷–۱۹۵۲)

### دههٔ ۱۸۹۰

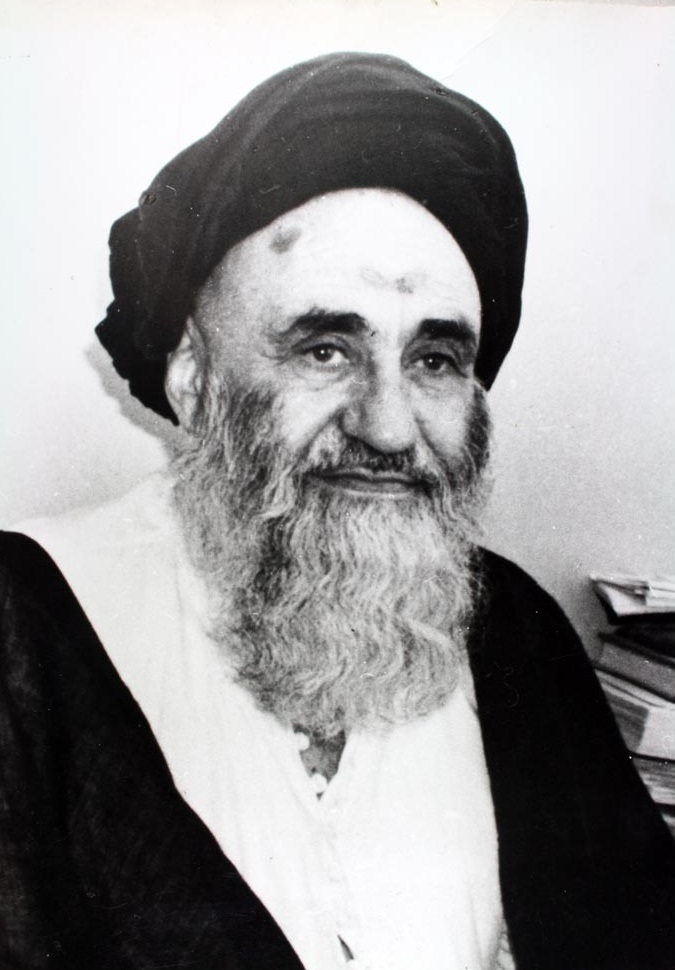
شهاب‌الدین مرعشی نجفی (۱۸۹۷–۱۹۹۰)
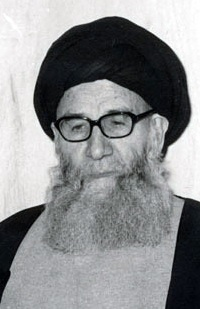
محمدرضا گلپایگانی (۱۸۹۸–۱۹۹۳)
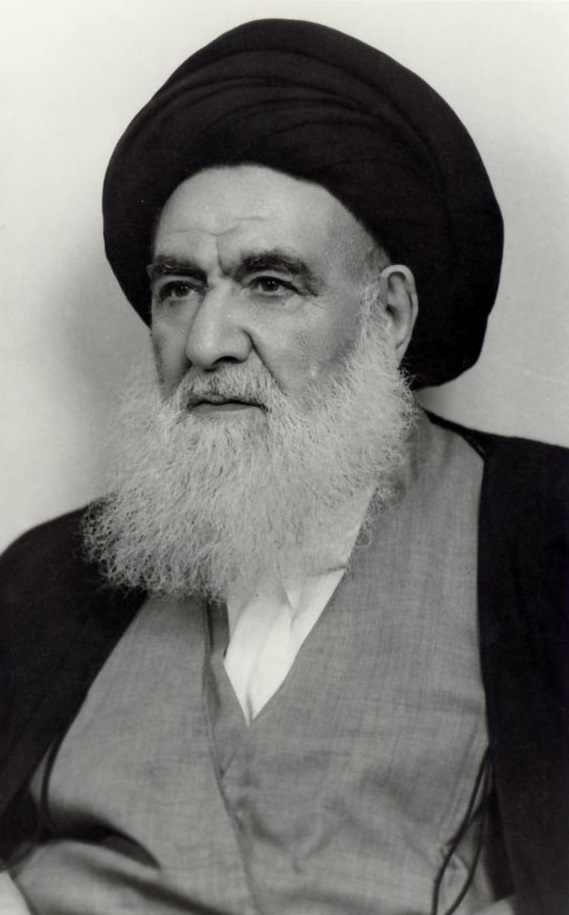
ابوالقاسم خویی (۱۸۹۹–۱۹۹۲)

- احمد خوانساری: (۱۸۹۱–۱۹۸۴)
- محمد خالصی‌زاده: (۱۸۹۱–۱۹۶۳)
- محمدهادی میلانی: (۱۸۹۲–۱۹۷۵)
- میرزاحسین فقیه سبزواری: (۱۸۹۲–۱۹۶۵)
- عبدالله شیرازی: (۱۸۹۲–۱۹۸۴)
- عبدالحسین امینی: (۱۸۹۲–۱۹۶۰)
- محمدحسین طباطبایی: (۱۸۹۲–۱۹۸۱)
- ابوالحسن رفیعی قزوینی: (۱۸۹۳–۱۹۷۵)
- محمدعلی اراکی: (۱۸۹۴–۱۹۹۴)
- نورالدین شیرازی: (۱۸۹۵–۱۹۵۶)
- علی دشتی: (۱۸۹۶–۱۹۸۲)
- مرتضی پسندیده: (۱۸۹۶–۱۹۹۶)
- مهدی مهدوی لاهیجی: (۱۸۹۶–۱۹۹۲)
- سید جلال‌الدین تهرانی: (۱۸۹۶–۱۹۸۷)
- سید نصرالله بنی‌صدر: (۱۸۹۷–۱۹۷۲)
- محمدرضا گلپایگانی: (۱۸۹۸–۱۹۹۳)
- شهاب‌الدین مرعشی نجفی: (۱۸۹۷–۱۹۹۰)
- خلیل کمره‌ای: (۱۸۹۸–۱۹۸۴)
- ابوالقاسم خویی: (۱۸۹۹–۱۹۹۲)
- میرزا هاشم آملی: (۱۸۹۹–۱۹۹۳)

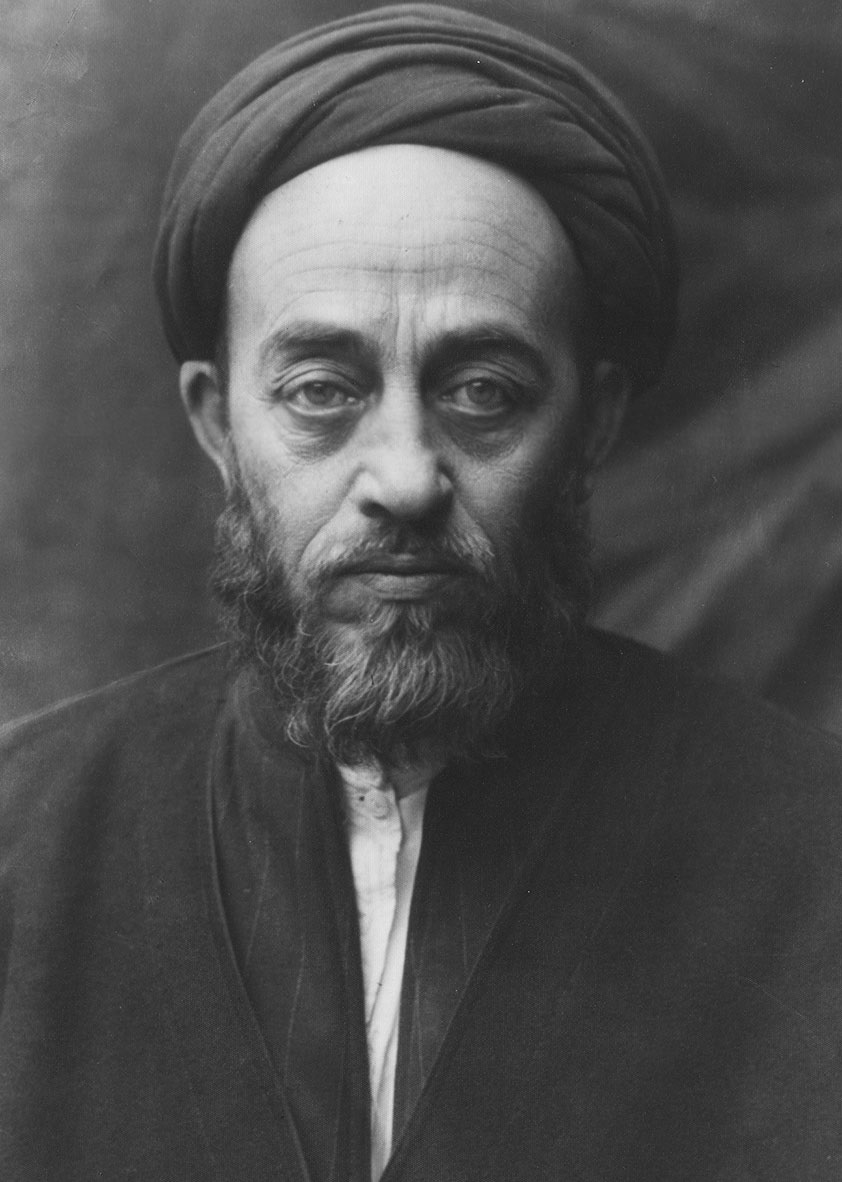
محمدحسین طباطبایی (۱۸۹۲–۱۹۸۱)
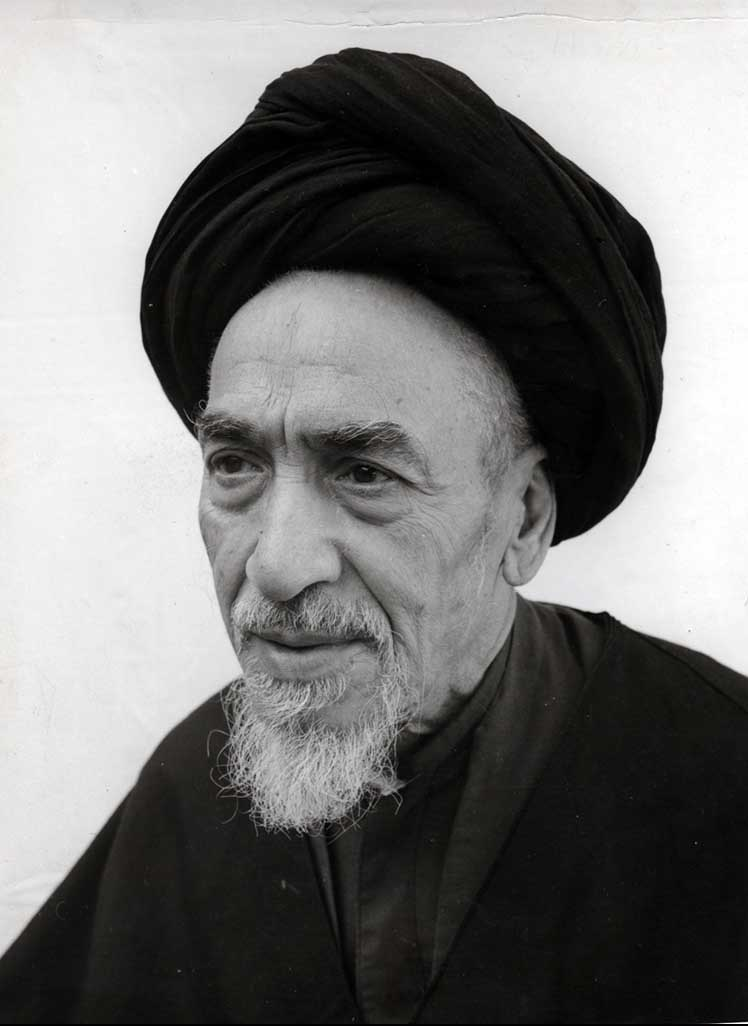
محمدهادی میلانی (۱۸۹۲–۱۹۷۵)
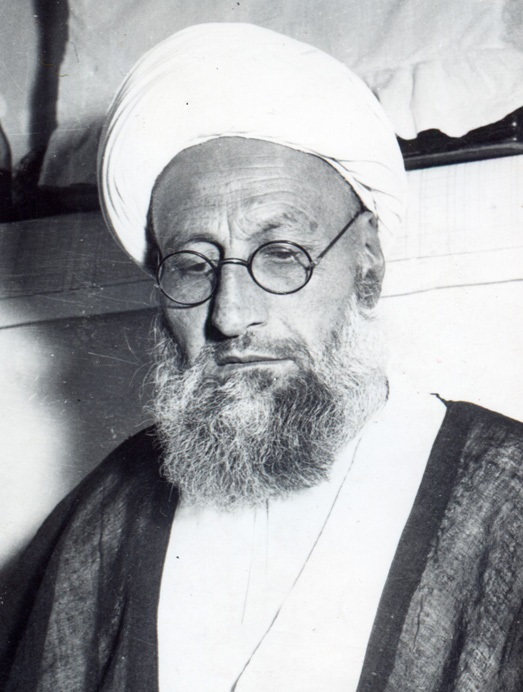
محمدعلی اراکی (۱۸۹۴–۱۹۹۴)
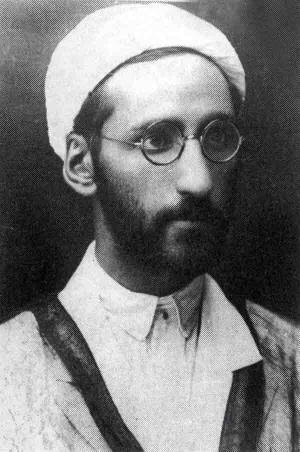
علی دشتی
(۱۸۹۶–۱۹۸۲)

- شهاب‌الدین مرعشی نجفی
(۱۸۹۷–۱۹۹۰)
- محمدرضا گلپایگانی
(۱۸۹۸–۱۹۹۳)
- ابوالقاسم خویی
(۱۸۹۹–۱۹۹۲)

## سدهٔ بیستم

### دههٔ ۱۹۰۰
- محمود حلبی: (۱۹۰۰–۱۹۹۸)
- سید محمد مشکات: (۱۹۰۰–۱۹۸۰)
- سید روح‌الله خمینی: (۱۹۰۲–۱۹۸۹)
- ابوالحسن شعرانی: (۱۹۰۲–۱۹۷۳)
- محمدتقی بهلول: (۱۹۰۲–۲۰۰۵)
- عبدالحسین امینی: (۱۹۰۲–۱۹۷۰)
- عطاءالله اشرفی اصفهانی: (۱۹۰۲–۱۹۸۲)
- سید حسن امامی:(۱۹۰۳–۱۹۸۱)
- سید محمدکاظم شریعتمداری:(۱۹۰۵–۱۹۸۶)
- حسینعلی راشد:(۱۹۰۵–۱۹۸۰)
- سید روح‌الله خاتمی:(۱۹۰۶–۱۹۸۸)
- سید محمدحسن الهی طباطبایی:(۱۹۰۷–۱۹۶۸)
- محمدتقی شریعتی:(۱۹۰۷–۱۹۸۷)
- محمدتقی فلسفی: (۱۹۰۸–۱۹۹۸)
- محمد صدوقی: (۱۹۰۹–۱۹۸۲)
- سید عبدالاعلی سبزواری: (۱۹۰۹–۱۹۹۳)

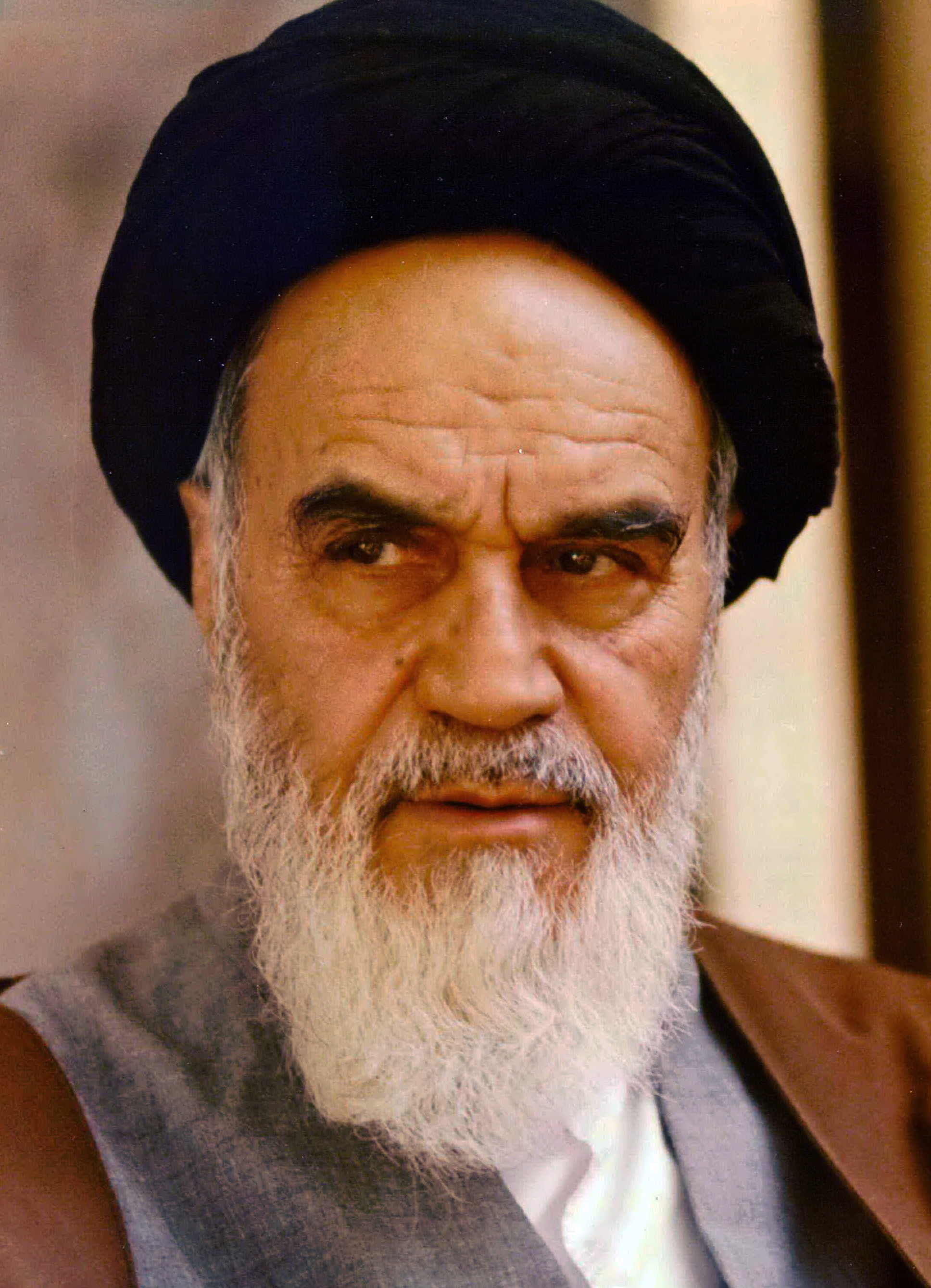
سید روح‌الله خمینی (۱۹۰۲–۱۹۸۹)
سید محمدکاظم شریعتمداری
(۱۹۰۵–۱۹۸۶)

### دههٔ ۱۹۱۰
- حسنعلی مروارید (۱۹۱۱–۲۰۰۴)
- سید حسن طباطبایی قمی (۱۹۱۱–۲۰۰۷)
- علی صافی گلپایگانی (۱۹۱۲–۲۰۰۹)
- سید عبدالحسین دستغیب (۱۹۱۳–۱۹۸۱)
- اسدالله مدنی (۱۹۱۴–۱۹۸۱)
- محمدعلی ابن‌الرضا خوانساری (۱۹۱۴–۲۰۱۰)
- علی‌اصغر کرباسچیان (۱۹۱۴–۲۰۰۳)
- جعفر اشراقی (۱۹۱۵–۲۰۰۰)
- محمدتقی بهجت (۱۹۱۶–۲۰۰۹)
- لطف‌الله صافی گلپایگانی (۱۹۱۸–۲۰۲۲)

### دههٔ ۱۹۲۰
- حسین وحید خراسانی (۱۹۲۱)
- سید عزالدین حسینی زنجانی (۱۹۲۱–۲۰۱۳)
- علی مشکینی (۱۹۲۱–۲۰۰۷)

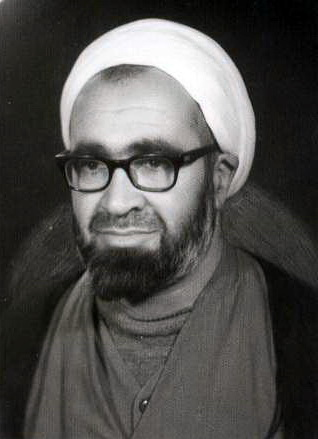
حسینعلی منتظری (۱۹۲۲–۲۰۰۹)
- سید تقی طباطبایی قمی (۱۹۲۳–۲۰۱۶)
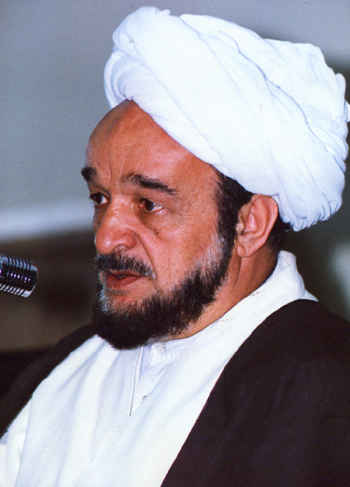
محمدتقی جعفری (۱۹۲۳–۱۹۹۸)
- محسن کوچه‌باغی تبریزی (۱۹۲۴–۲۰۱۱)
- مسلم ملکوتی (۱۹۲۴–۲۰۱۴)
- ابوالقاسم خزعلی (۱۹۲۵–۲۰۱۵)
- سید محمد حسینی شاهرودی (۱۹۲۵–۲۰۱۹)
- خلیل قبله‌ای خویی (۱۹۲۵–۲۰۱۶)[۱۲]
- حسین نوری همدانی (۱۹۲۵)
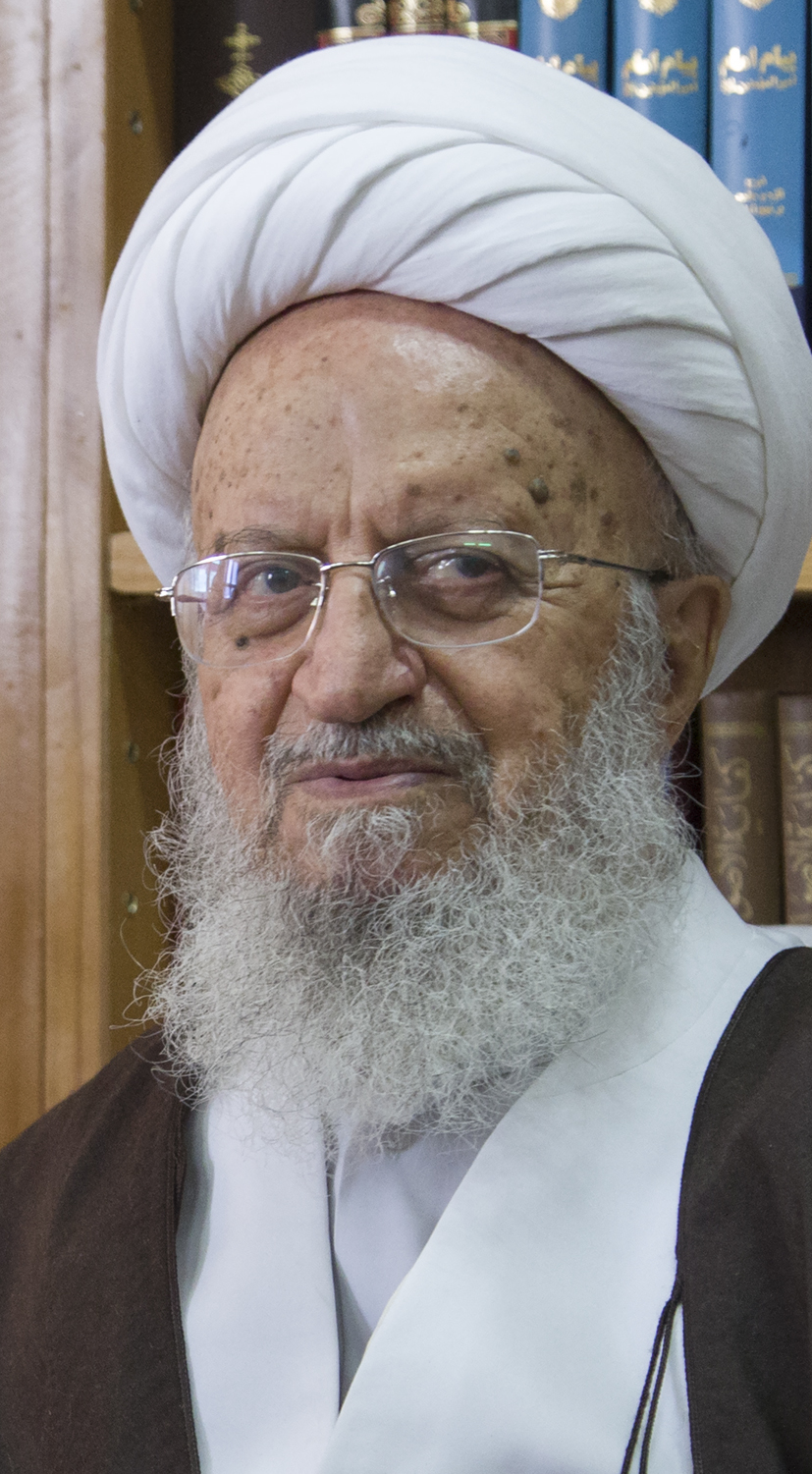
ناصر مکارم شیرازی (۱۹۲۶)
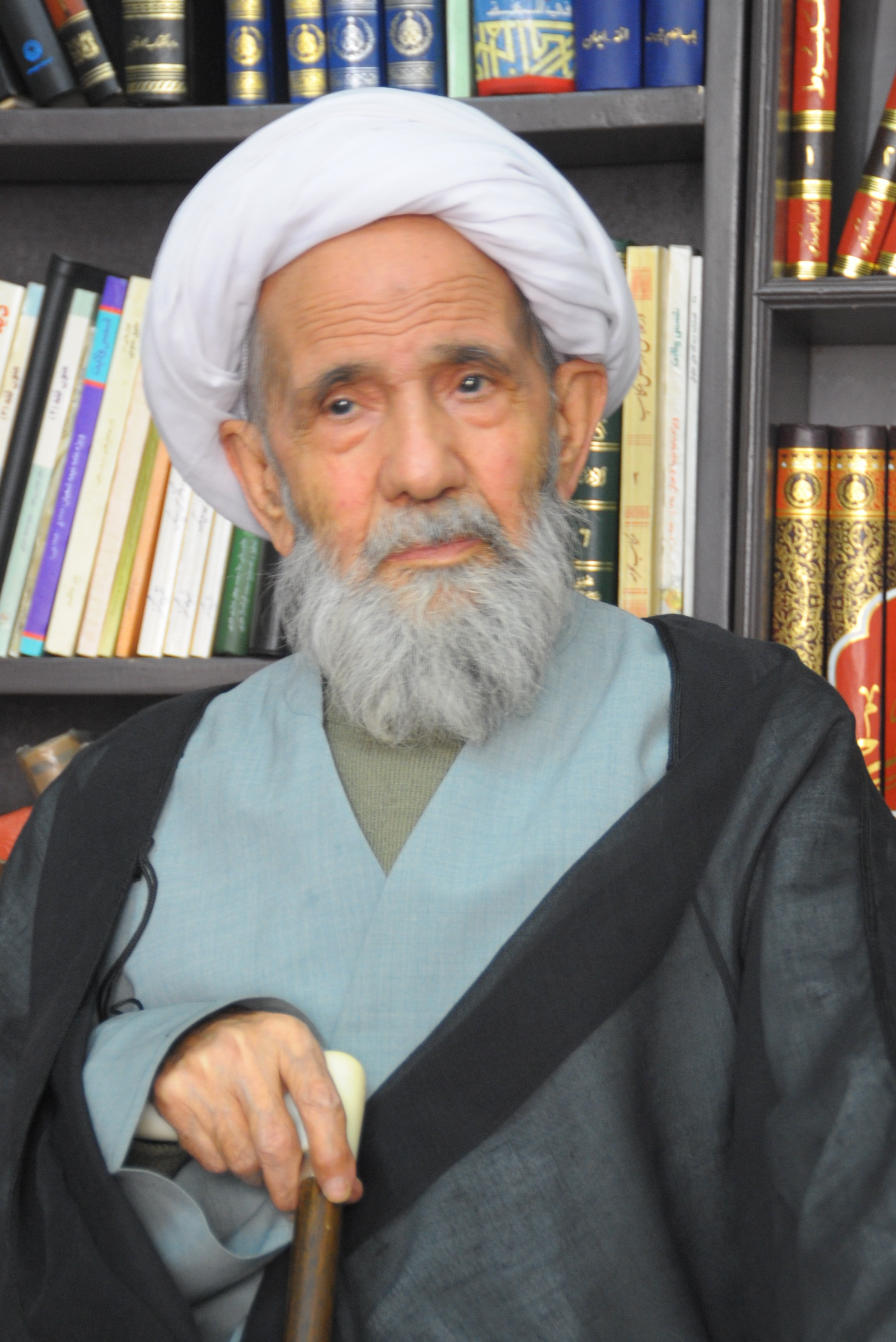
خلیل قبله ای خویی (۱۹۲۵-۲۰۱۶)
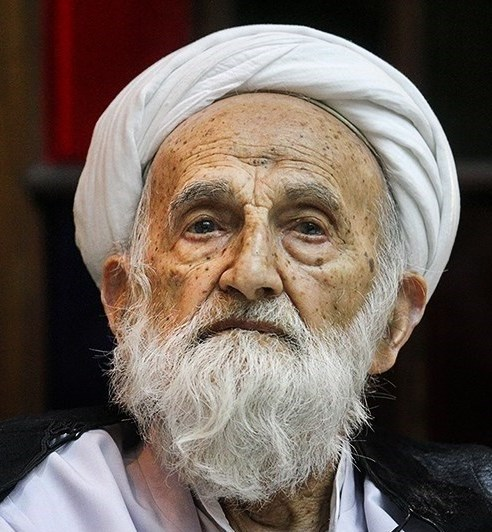
ابوالقاسم خزعلی (۱۹۲۵–۲۰۱۵)

- محمد صادقی تهرانی (۱۹۲۶–۲۰۱۱)
- سید محمدصادق روحانی (۱۹۲۶–۲۰۲۲)
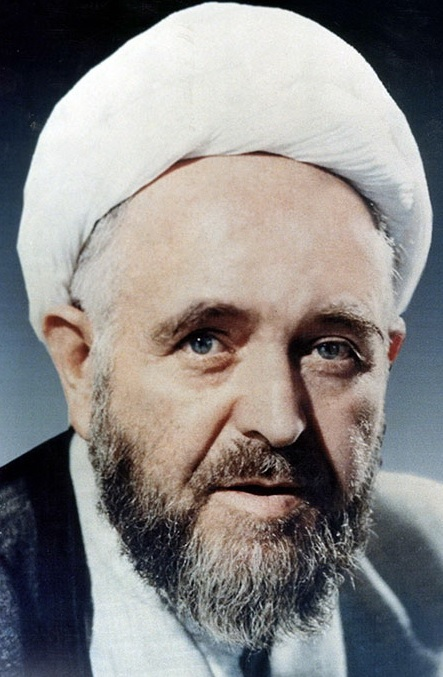
شهاب‌الدین اشراقی (۱۹۲۶–۱۹۸۱)
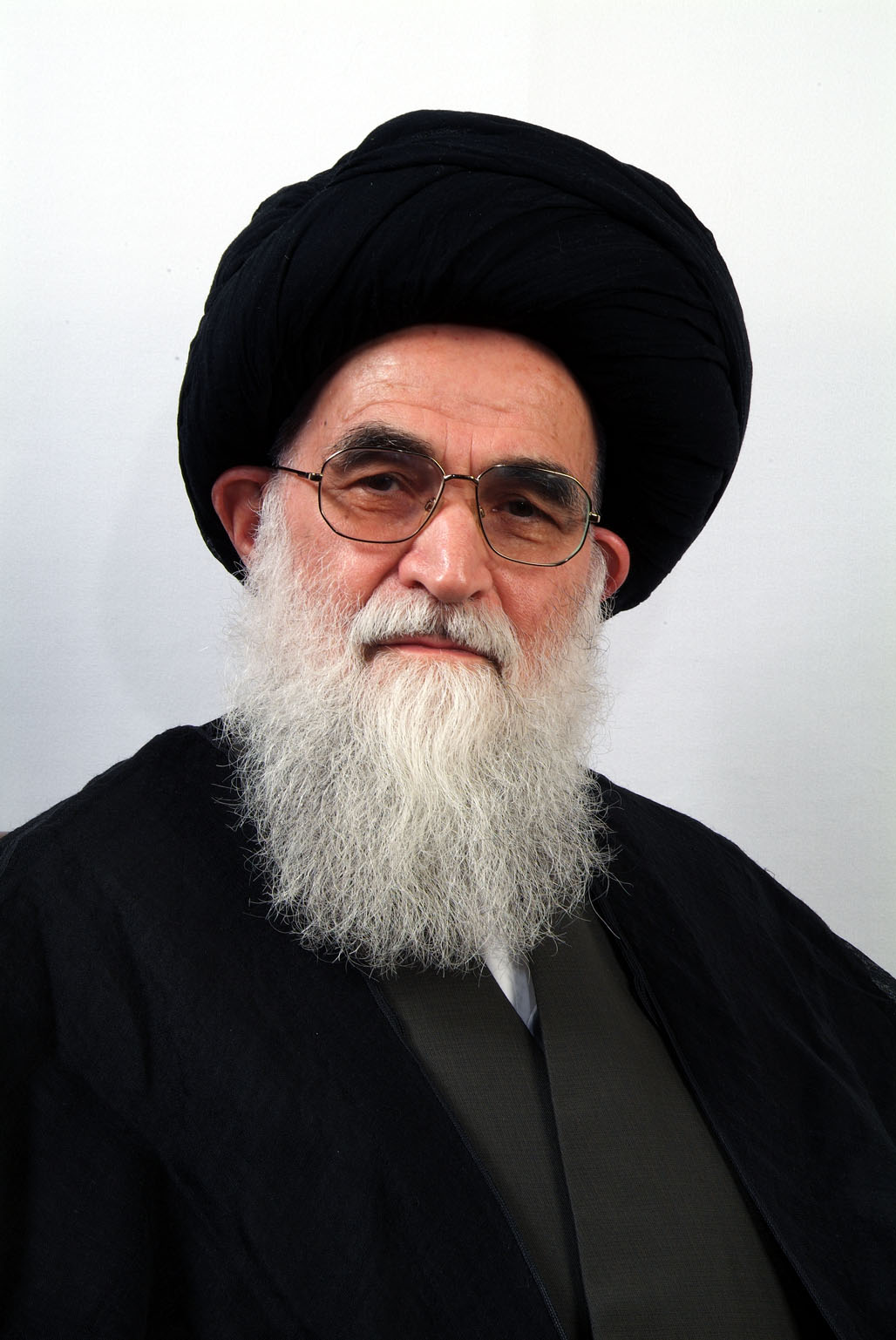
سید صادق روحانی (۱۹۲۶-۲۰۲۲)

- سید عبدالکریم موسوی اردبیلی (۱۹۲۶–۲۰۱۶)
- احمد جنتی (۱۹۲۷)
- سید رضی شیرازی (۱۹۲۷–۲۰۲۱)
- سید موسی شبیری زنجانی (۱۹۲۸)
- حسن حسن‌زاده آملی (۱۹۲۸–۲۰۲۱)
- سید موسی صدر (۱۹۲۸–۱۹۷۸)
- عباس محفوظی (۱۹۲۸–۲۰۲۴)
- جعفر سبحانی (۱۹۲۹)

- حسینعلی منتظری
(۱۹۲۲–۲۰۰۹)
- محمدتقی جعفری
(۱۹۲۳–۱۹۹۸)
- ناصر مکارم شیرازی
(۱۹۲۴)
- خلیل قبله ای خویی (۱۹۲۵-۲۰۱۶)
- ابوالقاسم خزعلی
(۱۹۲۵–۲۰۱۵)
- شهاب‌الدین اشراقی
(۱۹۲۶–۱۹۸۱)
- سید صادق روحانی
(۱۹۲۶-۲۰۲۲)

### دههٔ ۱۹۳۰

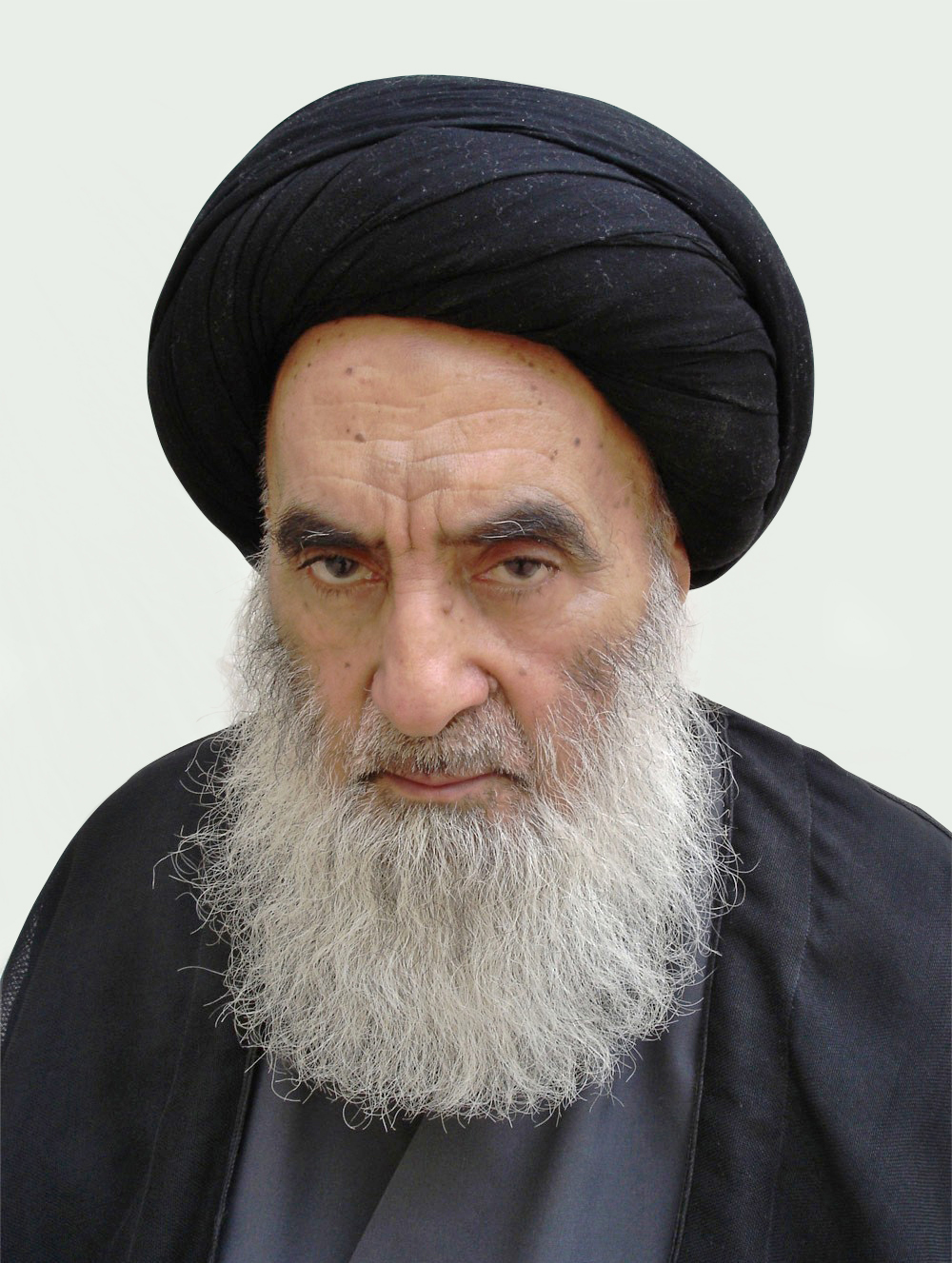
سید علی سیستانی (۱۹۳۰)
- محمدعلی ناصری (۱۹۳۰–۲۰۲۲)
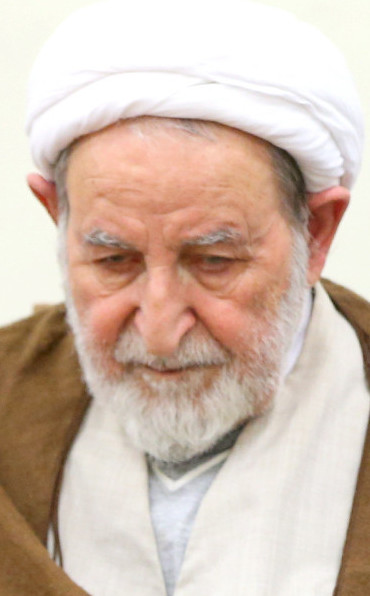
محمد یزدی (۲۰۲۰–۱۹۳۱)
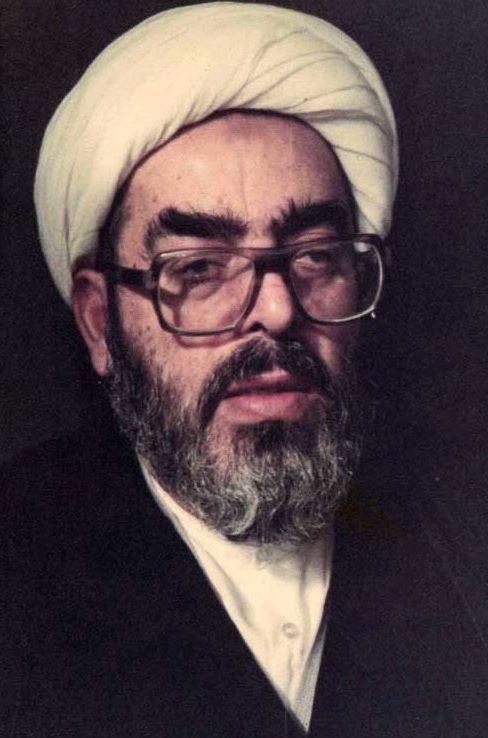
محمد فاضل لنکرانی (۱۹۳۱–۲۰۰۷)
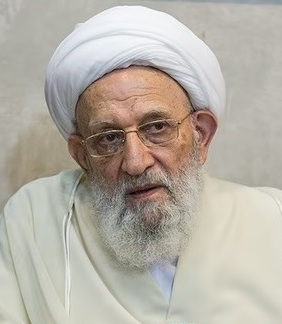
محمدرضا مهدوی کنی (۱۹۳۱–۲۰۱۴)
- محمدابراهیم جناتی (۱۹۳۲)
- سید حسن مرتضوی (۱۹۳۲)
- عبدالله جوادی آملی (۱۹۳۳)
- حسین مظاهری (۱۹۳۳)
- سید علی‌محمد دستغیب (۱۹۳۴)
- جواد غروی علیاری (۱۹۳۴–۲۰۱۸)
سید حسن ابطحی (۱۹۳۵–۲۰۱۶)
- محمدتقی مصباح یزدی (۱۹۳۵–۲۰۲۱)
- یدالله دوزدوزانی (۱۹۳۵)
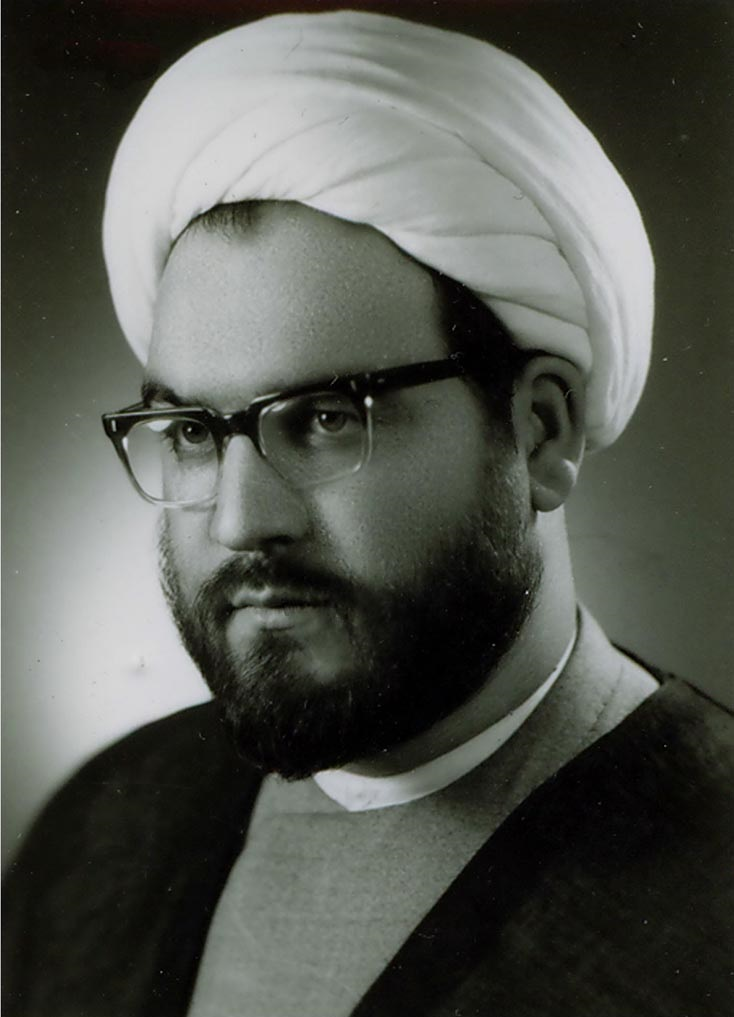
عباسعلی عمید زنجانی (۱۹۳۷–۲۰۱۱)
- رضا استادی (۱۹۳۷)
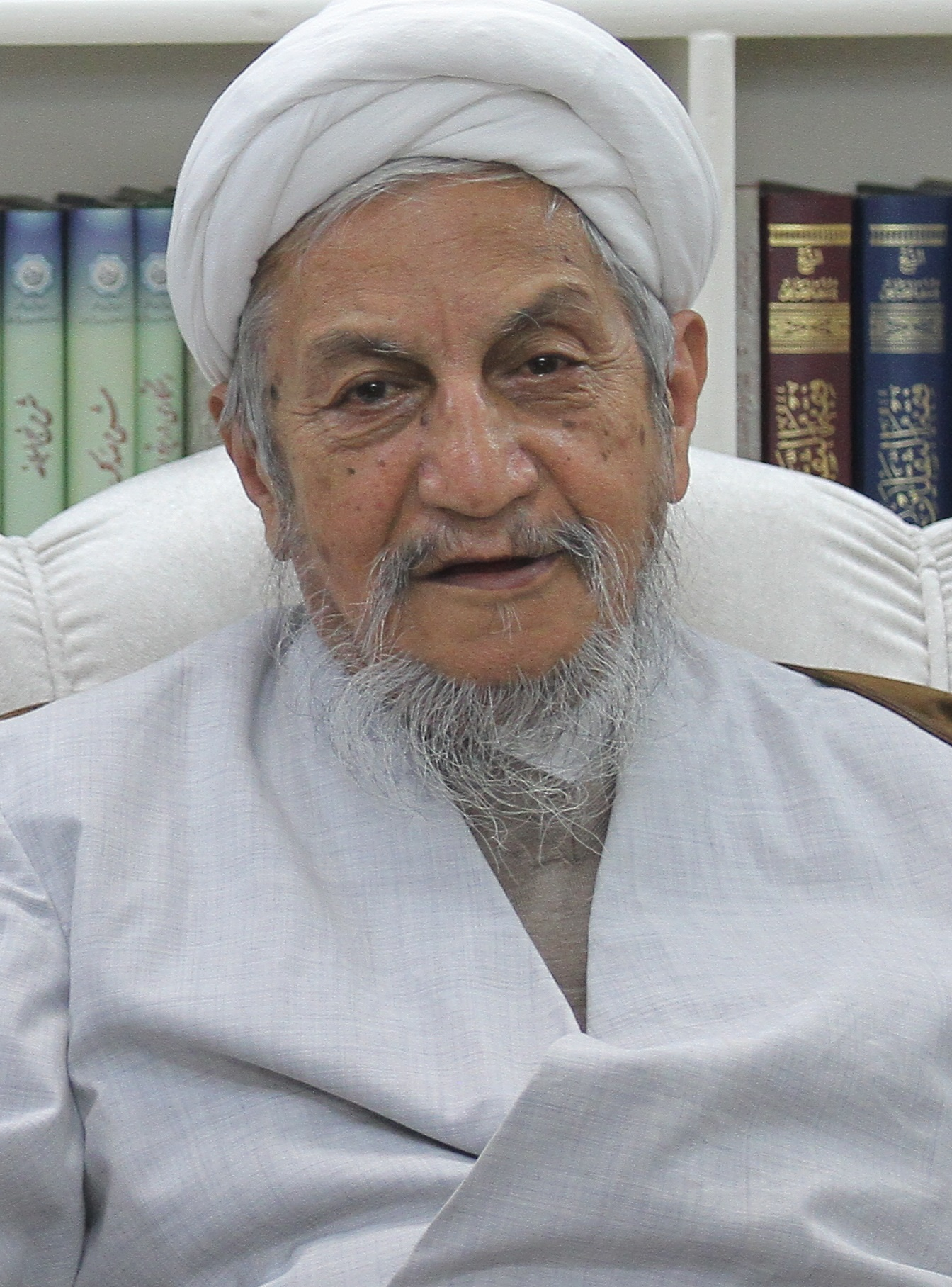
یوسف صانعی (۱۹۳۷–۲۰۲۰)
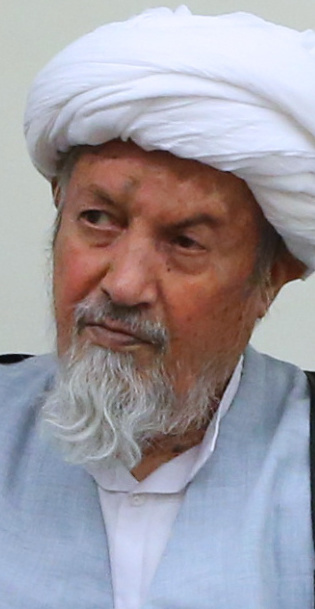
محمد مؤمن (۱۹۳۸–۲۰۱۹)
- محمدعلی گرامی (۱۹۳۸)
- سید کاظم حائری (۱۹۳۸)
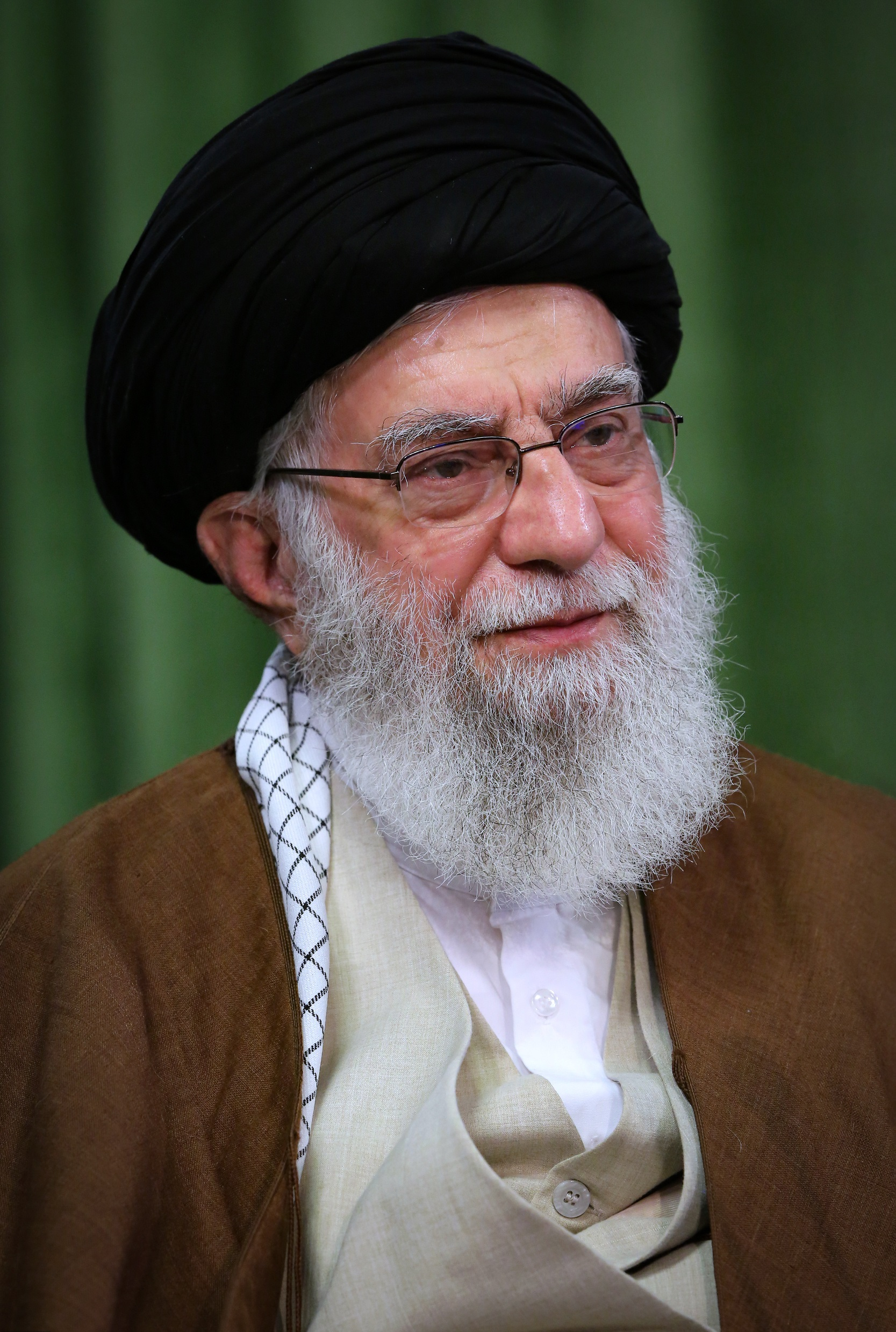
سید علی خامنه‌ای (۱۹۳۹)

- سید علی سیستانی
(۱۹۳۰)
- محمد یزدی
(۲۰۲۰-۱۹۳۱)
- محمد فاضل لنکرانی
(۱۹۳۱–۲۰۰۷)
- محمدرضا مهدوی کنی
(۱۹۳۱–۲۰۱۴)
- سید حسن ابطحی
(۱۹۳۵–۲۰۱۶)
- عباسعلی عمید زنجانی
(۱۹۳۷–۲۰۱۱)
- یوسف صانعی
(۱۹۳۷-۲۰۲۰)
- محمد مؤمن
(۱۹۳۸-۲۰۱۹)
- سید علی خامنه‌ای 
(۱۹۳۹)

### دههٔ ۱۹۴۰
- محمدعلی علوی گرگانی (۱۹۴۰–۲۰۲۲)
- سید صادق حسینی شیرازی (۱۹۴۱)
- علی کریمی جهرمی (۱۹۴۱)
- اسدالله بیات زنجانی (۱۹۴۱)
- سید عباس مدرسی یزدی (۱۹۴۳–۲۰۲۰)
- محمدعلی تسخیری (۱۹۴۴–۲۰۲۰)
- سید محمدتقی مدرسی (۱۹۴۵)
- سید محمد حسینی زنجانی (۱۹۴۷)

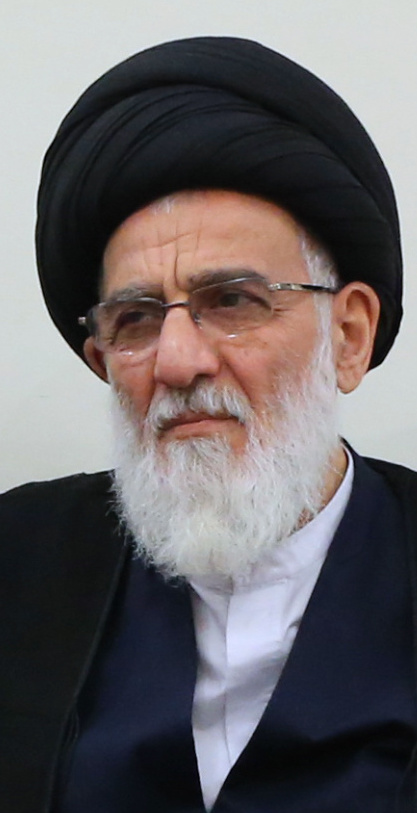
سید محمود هاشمی شاهرودی (۱۹۴۸–۲۰۱۸)
- محمدرضا نکونام (۱۹۴۹–۲۰۲۴)

- سید محمود هاشمی شاهرودی
(۱۹۴۸–۲۰۱۸)

### دههٔ ۱۹۵۰
- سید محمدجواد علوی بروجردی (۱۹۵۱)
- محمدمهدی شب‌زنده‌دار (۱۹۵۵)
- محمدباقر موحدی (۱۹۵۵)
- سید محمدرضا مدرسی یزدی (۱۹۵۵)
- محمدباقر فاضلی بهسودی (۱۹۵۶)
- سید کمال حیدری (۱۹۵۶)
- سید محمدامین خراسانی (۱۹۵۷)

### دههٔ ۱۹۶۰
- صادق آملی لاریجانی (۱۹۶۱)[۱۳]

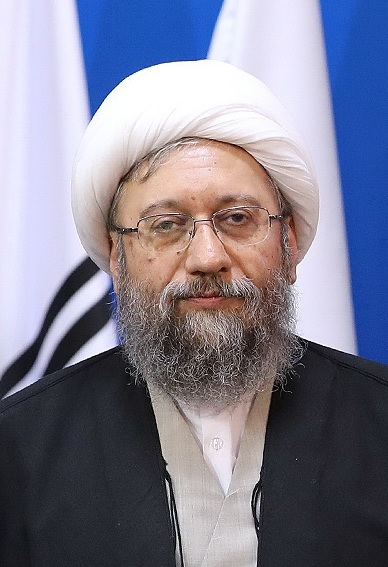
صادق لاریجانی
(۱۹۶۱)